# Acronimo
L'acronimo (dal greco antico: ἄκρον?, àkron, "estremità" e ὄνομα, ònοma, "nome") o inizialismo è un nome formato con le lettere o le sillabe iniziali (o talvolta anche finali) leggibili come se fossero un'unica parola, o più genericamente con sequenze di una o più lettere delle singole parole, o di determinate parole di una frase o di una denominazione; ad esempio: LASER (Light Amplification by Stimulated Emission of Radiation: amplificazione della luce mediante emissione stimolata della radiazione). Generalmente sono esclusi articoli e preposizioni.

## Descrizione

### Classificazione
Spesso gli acronimi sono sigle pronunciabili, come FIAT o ONU (pronunciate "fìat", "ònu"), ma non tutti gli acronimi sono sigle, in quanto la caratteristica essenziale dell'acronimo è la leggibilità come un'unica parola della sequenza di lettere, sillabe o gruppi di lettere consecutive che compongono l'acronimo, che quindi non è sempre costituito solo da lettere iniziali: ad es., laser (Light Amplification by Stimulated Emission of Radiation) è sia un acronimo sia una sigla, mentre radar (RAdio Detection And Ranging) è un acronimo ma non è una sigla. D'altra parte, non tutte le sigle sono acronimi: le sigle costituite da sequenze di lettere che richiedono la compitazione lettera per lettera dell'intera parola per poter essere pronunciate, come nel caso di CGIL o BMW (pronunciate "ci-gi-elle", "bi-emme-vu"), non sono acronimi. Nell'uso comune i due termini vengono comunque spesso considerati sinonimi (a tal proposito va ricordato che la sinonimia non indica la perfetta coincidenza di uso e significato).

### Formazione
L'acronimo può essere costituito o dalle sole lettere iniziali di ciascuna parola che lo compone (CEDAM, acronimo di «Casa Editrice Dott. Antonio Milani») o da più lettere iniziali (Polfer, di «Polizia ferroviaria») o dalle sillabe iniziali (SINDIFER, di «Sindacato Dirigenti Ferrovie [dello Stato]») o da consonanti e vocali variamente scelte (SINASCEL, di «Sindacato Nazionale Scuola Elementare»), proprio perché siano leggibili come una sola parola. Negli acronimi mancano sovente i punti di suddivisione degli elementi componenti, che sono invece più frequentemente usati nelle sigle (CGIL o C.G.I.L., ma CONAD, di «Consorzio Nazionale Dettaglianti»).
L'uso diffuso di alcuni acronimi ha fatto sì che non venga più percepita la loro natura di acronimo, come nel caso di laser, radar, sonar, ufo, suv, che sono diventati nel tempo veri e propri lemmi.
Alcuni acronimi sono formati fondendo due parole, in genere eliminando l'ultima o le ultime sillabe della prima parola, in modo tale che le due parole originarie siano abbastanza riconoscibili e quindi il significato dell'acronimo sia abbastanza trasparente, come in palacongressi (pala[zzo] + congressi), cantautore (cant[ante] + autore) ed eliporto (eli[cottero] + porto): si tratta in questo caso di un vero e proprio sistema di composizione (o formazione) di nuove parole (dette parole macedonia), che si è sviluppato soprattutto recentemente, in particolare per opera di giornalisti e pubblicitari. Altri acronimi sono ottenuti eliminando l'ultima o le ultime sillabe della prima parola e la prima o le prime sillabe della seconda parola, come nei vocaboli inglesi entrati nel vocabolario italiano motel (mot[or] + [hot]el), smog (smo[ke] + [fo]g), quasar (quas[i] + [stell]ar) e nel calco stagflazione (stag[nazione] + [in]flazione, sul modello inglese di stagflation). Questi acronimi non solo non contengono punti, ma sono scritti in minuscolo; soltanto in pochi casi sono nomi propri e hanno quindi l'iniziale maiuscola.
Un'ulteriore evoluzione dell'acronimia è la fusione di un numero maggiore di parole con soppressione di sillabe in posizioni più varie, come in postelegrafonico (post[ale] + telegra[fico] + [tele]fonico); si parla anche in questo caso di parole macedonia; il processo è detto anche sincrasi.

## Altri fenomeni linguistici

### Acronimo ricorsivo
Un acronimo ricorsivo è un acronimo che contiene se stesso all'interno della propria scrittura per esteso. Esistono diversi esempi di acronimi ricorsivi, specialmente in ambito informatico, quali ad esempio:
- GNU, Gnu's Not Unix;
- XNU, Xnu's Not Unix;
- PHP, PHP: Hypertext Preprocessor;
- XNA, XNA is Not an Acronym;
- Wine, Wine Is Not an Emulator;
- LAME, Lame Ain't an MP3 Encoder;
- YAML, Yaml Ain't a Markup Language;
- Elle, Elle Looks Like Emacs;
- GOD, GOD Over Djinn (dal libro Gödel, Escher, Bach di Douglas Hofstadter).[8]

Esistono anche acronimi mutuamente ricorsivi, come GNU Hurd, dove Hurd sta per HIRD of Unix-Replacing Daemons, e HIRD significa HURD of Interfaces Representing Depth.

### Acrostico
Simile all'acronimo è l'acrostico, che ha anche rilevanza come componimento poetico (στίχος stìchos, infatti, significa «verso»). Esso si distingue dall'acronimo, in quanto le lettere che lo compongono, ciascuna delle quali è l'iniziale di un verso o di una parola, formano una parola o una frase di senso compiuto. Ad es., ISOLA, acronimo di «Istituto sardo organizzazione lavoro artigianale», è un acrostico (che è meglio scrivere tutto maiuscolo per non confonderlo con il nome comune).

### Abbreviazione
L'abbreviazione si distingue dall'acronimo, ma nasce dalla medesima esigenza di esprimere con pochi segni un concetto complesso; l'abbreviazione, a differenza dell'acronimo, non crea una nuova parola, ma è solo una rappresentazione diversa della stessa parola. In italiano, ma anche in altre lingue, l'abbreviazione può avere regole proprie di declinazione: ad esempio, pag. o p. è l'abbreviazione di "pagina", mentre pagg. o pp. è l'abbreviazione di "pagine"; esistono anche abbreviazioni declinate solo al plurale, come ad esempio AA.VV. che sta per "autori vari". Le contrazioni rientrano in questa categoria.
L'ISO 4 è uno "standard per l'abbreviazione" dei titoli seriali, che permette di mantenere una loro identificazione univoca e uniforme, internazionale e indipendente da quella di altri codici alfanumerici diffusi. Presenta il vantaggio di essere "parlante", anche per i non esperti perché è una scelta delle parole più significative del titolo stesso.